# Sairé
Sairé là một đô thị thuộc bang Pernambuco, Brasil. Đô thị này có diện tích 198,78 km², dân số năm 2007 là 13872 người, mật độ 69,79 người/km².